# Градок
Градок (на македонска литературна норма: Градок) е антично и средновековно укрепление в областта Мариово, Северна Македония.

## Местоположение
Градок е разположена на територията на община Прилеп, на 4,5 km северно от село Манастир и на 5 km североизточно от село Чанище, на десния бряг на Църна, на 120 m над слива с Дунската река. Главният път през Мариово на това място преминава Църна и отива към старите рудници на Кожуф. Върхът на Градок е заравнен и вдлъбнат в средата. Той доминира над широката околност, над споменатия път и пресичането на реката.

## История

### Античност
През Късната античност на рида е издигнато укрепление от големи каменни блокове, частично свързани с хоросан. Пространството е с размери 230 х 230 m (4,5 ha). Поредица от кули и контрафорси укрепват стената. Вътре се виждат основите на множество къщи, подредени по улици. Най-високата северна част е била отделена от вътрешна стена като акропол, в който освен жилищни сгради са се издигали и две базилики от VI век - Базилика I и Базилика II, които и двете са добре запазени и с това са уникални в Северна Македония. По-голямата църква е имала тухлени колонади с арки и голям триделен прозорец в апсидата. В крепостта са открити множество дребни предмети, изковани от желязо, желязна шлака, монети от VI век.
Този град е бил областен център на Мариово в края на Античността и се разраства благодарение на добива на желязна руда в района. Той е наследник на римския център Достонеи.

### Средновековие
През Средновековието акрополът му с площ от 1 ha е укрепен отново със зид от камъни, споени с кал, долепен до късноантичната стена, чиято линия следва. В западната част има голяма здадена кула с хоросанена спойка. Главната порта на североизточната страна е фланкирана от две кули. Базиликите продължават да се използват и през Средновековието без изменения. Покрай южната стена се простира поредица от жилищни помещения - тип каземати.
Укрепената площ заема 1 ha и е изцяло покрита с развалини и средновековна керамика. Открит и са фолис на император Йоан Цимиски, от края на X век, бронзов пръстен и части от гривни от X - XII век, множество предмети, изковани от желязо.
Според Иван Микулчич „крепостта „Градок — Маркови кули” близо до Манастир има всички прерогативи да бъде „град Морихово” от X - XII век. Името му се дължи на вероятния управник на този регион Морих.“ На 5 км южно от Градок се намира църквата „Свети Никола“ в Манастир от XIII век, най-старата в Мориово. Големият стенен надпис в нея от края на XIII век гласи, че църквата е построена на мястото на по-стара (вероятно от XI век). Морихово е споменат като енория, подчинена на Мъгленската епископия в новела на император Василий II Българоубиец от 1019 година.
След замирането на Градок, този център е преместен в разположения на 8 km на юг Чебрен.